# Ildegarda Maria di Baviera
Ildegarda di Baviera (tedesco: Hildegard Maria Christina Therese; Monaco di Baviera, 5 marzo 1881 – Castello di Wildenwart, 2 febbraio 1948) è stata una principessa tedesca, quarta dei tredici figli di Maria Teresa Enrichetta d'Austria-Este e Luigi III.

## Biografia
Interessata all'arte e alla pittura, fu in corrispondenza con il pittore Heinrich von Zügel: non essendole permesso  partecipare alle sue lezioni, per la correzione gli spediva i suoi disegni via posta.
Ildegarda di Baviera ebbe un'amicizia molto profonda con la scrittrice Emilia Giehrl (1837 - 1915) e, dopo che questa morì, scrisse un libro su di lei.
Durante la prima guerra mondiale si occupò della cura dei feriti e della protezione delle donne e dei bambini. Per tali meriti l'imperatore Guglielmo II la insignì della Medaglia della Croce Rossa di III Classe.
Ildegarda non si sposò. Dopo la sua morte venne sepolta nella Frauenkirche a Monaco.

## Ascendenza
|                                          |                        |                                            | Genitori                                    |  |  | Nonni |  |  | Bisnonni                 |  |  | Trisnonni                          |  |
|                                          |                        |                                            |                                             |  |  |       |  |  | Ludovico I Re di Baviera |  |  | Massimiliano I Giuseppe di Baviera |  |
|                                          |                        |                                            |                                             |  |  |       |  |  | Ludovico I Re di Baviera |  |  | Massimiliano I Giuseppe di Baviera |  |
|                                          |                        | Augusta Guglielmina d'Assia-Darmstadt      |                                             |  |  |       |  |  | Ludovico I Re di Baviera |  |  |                                    |  |
| Luitpold di Baviera                      |                        |                                            |                                             |  |  |       |  |  | Ludovico I Re di Baviera |  |  |                                    |  |
|                                          |                        | Teresa di Sassonia-Hildburghausen          | Federico di Sassonia-Altenburg              |  |  |       |  |  |                          |  |  |                                    |  |
|                                          |                        | Teresa di Sassonia-Hildburghausen          | Federico di Sassonia-Altenburg              |  |  |       |  |  |                          |  |  |                                    |  |
|                                          |                        | Teresa di Sassonia-Hildburghausen          | Carlotta di Meclemburgo-Strelitz            |  |  |       |  |  |                          |  |  |                                    |  |
| Luigi III di Baviera                     |                        | Teresa di Sassonia-Hildburghausen          |                                             |  |  |       |  |  |                          |  |  |                                    |  |
|                                          |                        | Leopoldo II di Toscana                     | Ferdinando III di Toscana                   |  |  |       |  |  |                          |  |  |                                    |  |
|                                          |                        | Leopoldo II di Toscana                     | Ferdinando III di Toscana                   |  |  |       |  |  |                          |  |  |                                    |  |
|                                          |                        | Leopoldo II di Toscana                     | Luisa Maria Amalia di Borbone-Napoli        |  |  |       |  |  |                          |  |  |                                    |  |
| Augusta Ferdinanda d'Asburgo-Toscana     |                        | Leopoldo II di Toscana                     |                                             |  |  |       |  |  |                          |  |  |                                    |  |
|                                          |                        | Maria Anna Carolina di Sassonia            | Massimiliano di Sassonia                    |  |  |       |  |  |                          |  |  |                                    |  |
|                                          |                        | Maria Anna Carolina di Sassonia            | Massimiliano di Sassonia                    |  |  |       |  |  |                          |  |  |                                    |  |
|                                          |                        | Maria Anna Carolina di Sassonia            | Carolina di Borbone-Parma                   |  |  |       |  |  |                          |  |  |                                    |  |
| Ildegarda Maria di Baviera               |                        | Maria Anna Carolina di Sassonia            |                                             |  |  |       |  |  |                          |  |  |                                    |  |
|                                          | Francesco IV di Modena | Ferdinando d'Asburgo-Este                  |                                             |  |  |       |  |  |                          |  |  |                                    |  |
|                                          | Francesco IV di Modena | Ferdinando d'Asburgo-Este                  |                                             |  |  |       |  |  |                          |  |  |                                    |  |
|                                          | Francesco IV di Modena | Maria Beatrice d'Este                      |                                             |  |  |       |  |  |                          |  |  |                                    |  |
| Ferdinando Carlo Vittorio d'Asburgo-Este | Francesco IV di Modena |                                            |                                             |  |  |       |  |  |                          |  |  |                                    |  |
|                                          |                        | Maria Beatrice di Savoia                   | Vittorio Emanuele I di Savoia               |  |  |       |  |  |                          |  |  |                                    |  |
|                                          |                        | Maria Beatrice di Savoia                   | Vittorio Emanuele I di Savoia               |  |  |       |  |  |                          |  |  |                                    |  |
|                                          |                        | Maria Beatrice di Savoia                   | Maria Teresa d'Asburgo-Este                 |  |  |       |  |  |                          |  |  |                                    |  |
| Maria Teresa Enrichetta d'Asburgo-Este   |                        | Maria Beatrice di Savoia                   |                                             |  |  |       |  |  |                          |  |  |                                    |  |
|                                          |                        | Giuseppe Antonio Giovanni d'Asburgo-Lorena | Leopoldo II d'Asburgo-Lorena                |  |  |       |  |  |                          |  |  |                                    |  |
|                                          |                        | Giuseppe Antonio Giovanni d'Asburgo-Lorena | Leopoldo II d'Asburgo-Lorena                |  |  |       |  |  |                          |  |  |                                    |  |
|                                          |                        | Giuseppe Antonio Giovanni d'Asburgo-Lorena | Maria Luisa di Borbone-Spagna               |  |  |       |  |  |                          |  |  |                                    |  |
| Elisabetta Francesca d'Asburgo-Lorena    |                        | Giuseppe Antonio Giovanni d'Asburgo-Lorena |                                             |  |  |       |  |  |                          |  |  |                                    |  |
|                                          |                        | Maria Dorotea di Württemberg               | Ludovico Federico Alessandro di Württemberg |  |  |       |  |  |                          |  |  |                                    |  |
|                                          |                        | Maria Dorotea di Württemberg               | Ludovico Federico Alessandro di Württemberg |  |  |       |  |  |                          |  |  |                                    |  |
|                                          |                        | Maria Dorotea di Württemberg               | Enrichetta di Nassau-Weilburg               |  |  |       |  |  |                          |  |  |                                    |  |
|                                          |                        | Maria Dorotea di Württemberg               |                                             |  |  |       |  |  |                          |  |  |                                    |  |